# Referendum zur Legalisierung des Schwangerschaftsabbruchs in San Marino 2021
In einem Referendum zur Legalisierung des Schwangerschaftsabbruchs, das am 26. September 2021 in San Marino abgehalten wurde, entschied sich die Mehrheit für die Legalisierung des freiwilligen Schwangerschaftsabbruchs im Rahmen einer Fristenregelung innerhalb der ersten zwölf Wochen.

## Hintergrund
Zum Zeitpunkt der Abstimmung war San Marino, neben Malta, Andorra und dem Vatikanstaat eines von nur vier Ländern in Europa, in dem ein Schwangerschaftsabbruch vollständig untersagt war. Frauen, die einen solchen hatten vornehmen lassen, waren mit einer Strafe von bis zu drei Jahren, der Durchführende mit sechs Jahren Gefängnis bedroht. Grundlage war ein Gesetz von 1865. Zwar hatte es mehrere Vorstöße gegeben, das Verbot durch das Parlament lockern zu lassen, die aber allesamt gescheitert waren, zuletzt 2003 mit 2 Stimmen dafür und 16 dagegen. Initiiert wurde das Referendum von der Frauenrechtsgruppe Unione Donne Sammarinesi (UDS). Seitens der Parteien kam Unterstützung von der Bürgerbewegung Rete e libera, die Christdemokraten lehnten den Vorstoß ab, die übrigen verhielten sich neutral.

## Referendum

### Frage

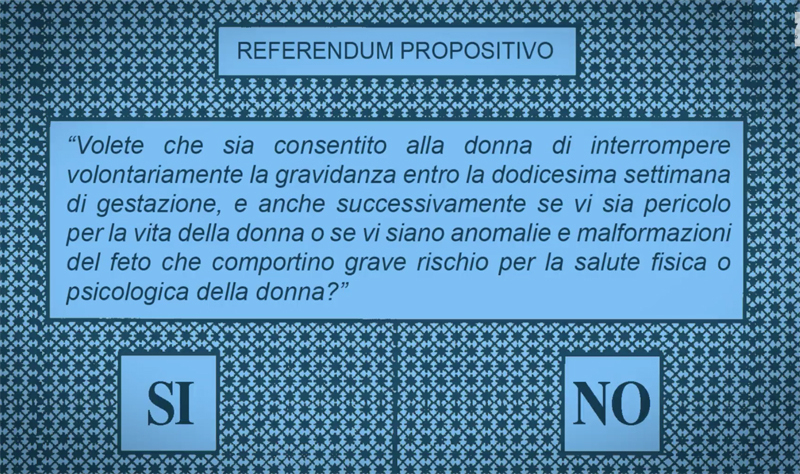
Der Stimmzettel

Die Frage, auf die lediglich mit Ja oder Nein geantwortet werden konnte, lautete:

“Volete che sia consentito alla donna di interrompere volontariamente la gravidanza entro la dodicesima settimana di gestazione, e anche successivamente se vi sia pericolo per la vita della donna o se vi siano anomalie e malformazioni del feto che comportino grave rischio per la salute fisica o psicologica della donna?”

„Wollen Sie, dass es Frauen erlaubt sein soll, bis zur 12. Schwangerschaftswoche auf freiwilliger Basis einen Schwangerschaftsabbruch vornehmen zu lassen und auch zu einem späteren Zeitpunkt, wenn das Leben der Frau in Gefahr ist oder der Fötus schwere Fehlbildungen aufweist, die die ernsthafte Gefahr einer physischen oder psychischen Erkrankung der Frau mit sich bringen können.“

### Ergebnis
Stimmberechtigt waren 35.411 Personen, davon 22.970 in San Marino ansässig, die übrigen im Ausland. Die Wahllokale waren von 7:00 Uhr bis 20:00 Uhr geöffnet. Rund 77 Prozent der Abstimmenden waren für die Einführung der Fristenlösung; die Wahlbeteiligung lag bei etwa 41 Prozent.

## Folgen des Referendums
Am 31. August 2022 stimmte das Parlament für die Einführung der Fristenregelung.